# 李霖燦
李霖燦（1913年12月25日—1999年6月28日），生於中華民國河南輝縣，美術史家、文物鑑賞家與人類學者，畢生致力於雲南麼些族納西文字與中國書畫鑑賞的調查及研究，曾任國立故宮博物院副院長。

## 生平
1938年，李霖燦畢業自國立杭州藝術專科學校；他師從林風眠，並在就學期間獲李苦禪教授協助而得以完成學業。
隨後，他前往雲南麗江玉龍山寫生，發現當地文化美過風景，於是轉而研究少數民族麼些族的文字與文化。
1941年，他進入遷移至李莊的國立故宮博物院擔任助理研究員，將自麗江採集而來文字編輯成《麼些字典》，並被稱為「麼些先生」。1949年，他隨中華民國政府遷至臺灣，繼續任職於國立故宮博物院；此外，他也在國立臺灣大學等處授課。
1984年，他自國立故宮博物院副院長職務退休；退休後，他繼續從事藝術史研究，並在國立臺灣大學、國立臺灣師範大學、東吳大學等校教授中國美術史及古畫品鑑研究等課程。
1995年，他榮獲行政院文化獎。

## 連結
- 李霖燦作品資料 - 台灣文學網 （页面存档备份，存于）